# من هاري كلرمان ولم يقول كل تلك الأشياء الرهيبة عني؟
من هاري كلرمان ولم يقول كل تلك الأشياء الرهيبة عني؟ (بالإنجليزية: Who Is Harry Kellerman and Why Is He Saying Those Terrible Things About Me?)‏ هو فيلم دراما، وفيلم كوميديا أُصدر في 1971. الفيلم من إخراج Ulu Grosbard ‏، أما السيناريو فكان من كتابة هيرب غاردنر.

## القصة
تقع أحداث الفيلم في نيويورك. جورجي سولواي، ملحن موسيقى روك ثري وناجح، يعيش في شقة فاخرة ويبدو أنه يمتلك كل شيء، بدأ يعتقد أنه فقد عقله وهو يحاول تعقب رجل يُدعى هاري كلرمان، الذي دأب على نشر أكاذيب فاضحة عنه. النساء اللواتي كان يواعدهن سابقًا يرفضنه الآن بعد تلقيه اتصالات من هاري الغامض، ويتخيل الانتحار بالقفز من شرفته. زياراته المنتظمة لطبيبه النفسي لا تُجدي نفعًا. في الليل، يُعاني من الأرق، ولا ينام إلا عندما يأتي محاسبه المُرهق ويقرأ عليه كشوفات دخله. عندما ينام، يحلم مجددًا بالقفز إلى حتفه.
على الرغم من كونه كاتب أغاني حب، إلا أنه لم يحظَ بعلاقة ناجحة ودائمة. ثم التقى أليسون، وهي ممثلة فشلت لتوفي تجربة أداء لمسرحية روك موسيقية. اتضح أن أليسون تشترك معه في الكثير، بما في ذلك زواج فاشل وأفكار انتحارية. عندما علم أنه عيد ميلادها، اصطحبها في رحلة بطائرته الخاصة، وقضيا أمسية رومانسية معًا.
زار جورجي والده المسن، ليونارد، الذي يدير مطعمًا صغيرًا وكان يحلم دائمًا بافتتاح مطعم أكبر. سأله جورجي عن سبب عدم انتقاله إلى مكان آخر لافتتاح مطعم أحلامه الكبير بالفواتير التي أرسلها له، بدلًا من إعادتها دائمًا. قال والده إنه بدأ يعاني من آثار تصلب الشرايين، وأن الوقت قد فات لافتتاح مطعم جديد لأنه سيموت قريبًا. سافر جورجي فوق مدينة نيويورك بطائرته الخاصة للبحث عن المقبرة التي قال والده إنه يريد أن يُدفن فيها. يتصل بكلٍّ من روثي وأليسون من طائرته عبر هاتف السماء. لكن أيًّا منهما لم تتعرف على صوته، فأغلق الخط، ولكن ليس قبل أن يكشف أنه هاري كلرمان.
في النهاية، يظهر جورجي وهو يصطدم بطائرته الخاصة بمباني مانهاتن، لكن المشهد ينتقل إلى منحدرات التزلج، حيث يتزلج بمرح مع طبيبه النفسي.

## طاقم التمثيل
- داستين هوفمان
- David Burns  [لغات أخرى]‏
- شيل سيلفرشتاين
- دكتور هوك آند ذا ميديسين شو
- هيربي فايي
- Gabriel Dell [الإنجليزية]‏
- جاك واردن
- دايفيد بورنس
- دوم ديلويز
- باربرا هاريس
- رودي بوند  [لغات أخرى]‏

## الإنتاج
صوّر الفيلم في نيويورك .
موسيقى الفيلم التصويرية كانت من تأليف شيل سيلفرشتاين.

## وصلات خارجية
- من هاري كلرمان ولم يقول كل تلك الأشياء الرهيبة عني؟ على موقع IMDb (الإنجليزية)
- من هاري كلرمان ولم يقول كل تلك الأشياء الرهيبة عني؟ على موقع روتن توميتوز (الإنجليزية)
- من هاري كلرمان ولم يقول كل تلك الأشياء الرهيبة عني؟ على موقع ألو سيني (الفرنسية)
- من هاري كلرمان ولم يقول كل تلك الأشياء الرهيبة عني؟ على موقع Turner Classic Movies (الإنجليزية)
- من هاري كلرمان ولم يقول كل تلك الأشياء الرهيبة عني؟ على موقع أول موفي (الإنجليزية)
- من هاري كلرمان ولم يقول كل تلك الأشياء الرهيبة عني؟ على موقع بوكس أوفيس موجو (الإنجليزية)
- من هاري كلرمان ولم يقول كل تلك الأشياء الرهيبة عني؟ على موقع فيلمافينيتي (الإسبانية)
- من هاري كلرمان ولم يقول كل تلك الأشياء الرهيبة عني؟ على موقع قاعدة بيانات الأفلام السويدية (السويدية)
- من هاري كلرمان ولم يقول كل تلك الأشياء الرهيبة عني؟ على موقع قاعدة بيانات الفيلم (الإنجليزية)
- من هاري كلرمان ولم يقول كل تلك الأشياء الرهيبة عني؟ على موقع ليتربوكسد (الإنجليزية)